# هاري ستيوارت
هاري ستيوارت (بالإنجليزية: Harry Stewart)‏ هو مغني أمريكي، ولد في 21 أكتوبر 1908 في تاكوما في الولايات المتحدة، وتوفي في 20 مايو 1956 في تونوباه في الولايات المتحدة.

## وصلات خارجية
- هاري ستيوارت على موقع ميوزك برينز (الإنجليزية)
- هاري ستيوارت على موقع ميوزك برينز (الإنجليزية)
- هاري ستيوارت على موقع أول ميوزيك (الإنجليزية)
- هاري ستيوارت على موقع ديسكوغز (الإنجليزية)